# Пьерон, Анри
Анри́ Пьеро́н (фр. Henri Piéron; 18 июля 1881, Париж — 6 ноября 1964, Париж) — французский психолог, один из основоположников французской экспериментальной и физиологической психологии.

## Образование
Учился в Сорбонне у Теодюля Рибо и Пьера Жане.

## Профессиональная деятельность
Читал лекции по психологии в Высшей практической школе.
С 1912 стал преемником в Бине на посту директора психологической лаборатории Сорбонны, на основе которой в 1921 создал Парижский институт психологии.
В 1923 году стал профессором Коллеж де Франс
В 1928 основал Национальный институт труда и профориентации и психологические лаборатории по исследованию ребенка при Высшей практической школе.

## Вклад в науку
Основал французскую школу объективного исследования психики (psychologie du comportement) по аналогии с американским бихевиоризмом.
На начальном этапе своей деятельности рассматривал психологию как биологическую науку о поведении человека и животных. Его основным методом исследования является физиологический, гистологический и морфологический анализ мозга. При этом отталкивался от концепции французского биолога Клода Бернара о постоянстве внутренней среды организма. Все психические явления рассматривал как функциональные элементы поведения в определенной среде. Говорил, что социальное влияние может изменять формы биологического поведения и порождать новые формы социального поведения, например, вербальную.
Стержень психической жизни — индивидуальный «опыт», переработка и использование которого, а также законы работы психических функций (мышления, восприятия и другие) основываются на рефлексе, нервной ассоциации.
В дальнейшем, под влиянием французской социологической школы, Пьерон обратил внимание на роль социальных воздействий на психические функции, но при исследовании отдельных психологических механизмов не учитывал конкретной социально-психологической ситуации, в которой происходит деятельность индивида.
Основные труды Пьерона посвящены психофизиологии ощущений, занимался также вопросами филогенеза в психике, мозговой локализации психических функций и др.
Развивал концепцию психологии как науки о поведении организме в условиях единства внешней среды и внутренних условий. Отстаивал принципы естественного направления в различных отраслях психологии. Считал, что психофизика без психофизиологии не имеет будущего. Доказывал необоснованность закона Вебера-Фехнера поскольку он не распространяется на очень слабые или очень сильные раздражители. Стоял на принципах социальной детерминации психической эволюции.

### Курсы, которые преподавал в Коллеж де Франс с 1923 по 1951 годы
- Законы восприятия времени \ Lois du temps des sensations.
- Теория зрения \ Théories de la vision.
- Механизмы восприятия света и цвета \ Mécanismes de la vision lumineuse et chromatique.
- Психофизиологические проблемы восприятия \ Problèmes psychophysiologiques de la perception.
- Чувствительность кожи \ Sensibilités cutanées.
- Аффективные сенсорные реакции: боль \ Réactions sensorielles affectives : la douleur.
- Функции слуха \ Fonction auditive.
- Теория слуха \ Théories de l’audition.
- Основы сенсорной моторики \ Bases sensitives de l’activité motrice.
- Пространственное видение \ Vision spatiale.
- Качественные и количественные аспекты восприятия \ Aspects qualitatifs et quantitatifs de la sensation.
- Время сенсорной реакции и задержки \ Temps de réaction et latences sensorielles.
- Химическая чувствительность \ Sensibilités chimiques.
- Нарушение восприятия света и общие проблемы зрения \ Excitation lumineuse et problèmes généraux de la sensation visuelle.
- Эволюция зрительного восприятия \ Évolution temporelle des sensations visuelles.
- Сенсорное восприятие животных \ Réceptions sensorielles des animaux.
- Высшие этапы сенсорной эволюции беспозвоночных \ Stades supérieurs de l'évolution sensorielle des Invertébrés.
- Особенности восприятия позвоночных \ Fonctions sensorielles des Vertébrés.
- Восприятие цвета \ Vision des couleurs.
- Механизмы восприятия цвета \ Mécanisme de la vision chromatique.
- Понятие уровня чувствительности \ Notion d'échelon de sensation.
- Рефлексивная чувствительность и перцептивная реакция \ Sensibilités réflexogènes et réactions perceptives.
- Роль мозга в перцептивных реакциях \ Substrat cérébral des réactions perceptives.
- Внутренние ощущения \ Sensibilités internes.
- Познание пространства \ Connaissance de l’espace.
- Сведения о сенсорной энергии \ Données actuelles sur l'énergétique sensorielle.
- Оценка интенсивности чувств \ Estimation des intensités de sensation.
- Функции патологий восприятия в психофизиологии \ Les données que la pathologie sensorielle fournit à la psychophysiologie

### Основные труды
- 1904 Инструменты экспериментальной психологии \ Technique de psychologie expérimentale. Paris.
- 1913 Психологические проблемы сна \ Le Problème physiologique du sommeil. Paris.
- 1923 Мозг и мышление \ Le Cerveau et la pensée, 2nd ed. Paris.
- 1929 Эволюция памяти \ l'évolution de la mémoire по проблемам. Paris.
- 1958 актинии в человека \ De l’actinie à l’homme, vol. 1. Paris.
- 1960 Экспериментальная психология (книга) \ Psychologie expérimentale, 8th ed. Paris.
- 1960 Чувство (книга) \ The Sensation, 3rd ed. London.
- 1967 Человек, но не человек \ l’homme, rien que l’homme. Paris.